# Ключівка

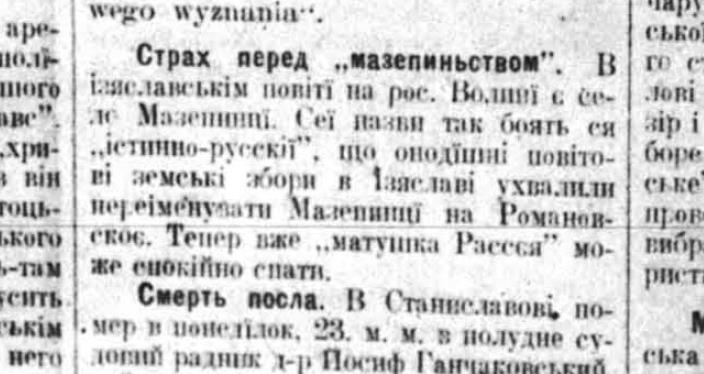
Замітка в газеті «Свобода» про зросійщення назви села. 1913 рік

Ключі́вка — село в Україні, у Антонінській селищній громаді Хмельницького району Хмельницької області. Населення становить 383 особи.
Історично село називалося Мазепинці. Перейменоване Президією Верховної ради УРСР 7 березня 1946 року.

## Географія
Селом протікає річка Ікопоть.

## Історія

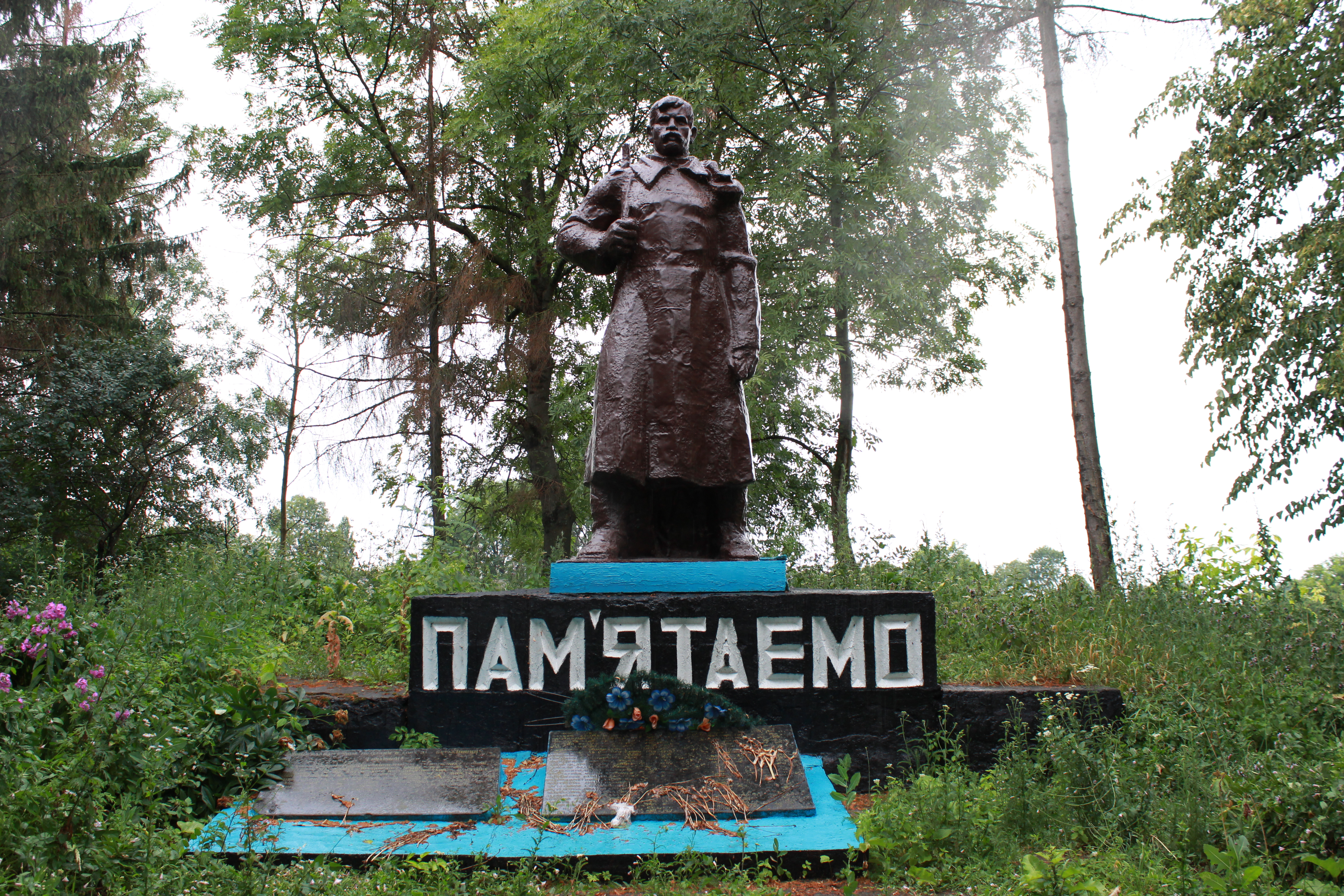
Пам'ятний знак на честь воїнів-односельчан

У 1906 році село Мазепинці Антонінської волості Ізяславського повіту Волинської губернії. Відстань від повітового міста 42 верст, від волості 4. Дворів 123, мешканців 774.
7 (20) листопада 1917 року, відповідно до.Третього Універсалу Української Центральної Ради, увійшло до складу Української Народної Республіки.
12 червня 2020 року, відповідно до розпорядження Кабінету Міністрів України № 727-р «Про визначення адміністративних центрів та затвердження територій територіальних громад Хмельницької області», увійшло до складу Антонінської селищної громади.
19 липня 2020 року, після ліквідації Красилівського району, село увійшло до Хмельницького району.

## Відомі люди
- Нечипорук Леонід Матвійович — український композитор.
- Табола Микола Михайлович — лікар-онкохірург вищої категорії, заслужений лікар України.

## Галерея

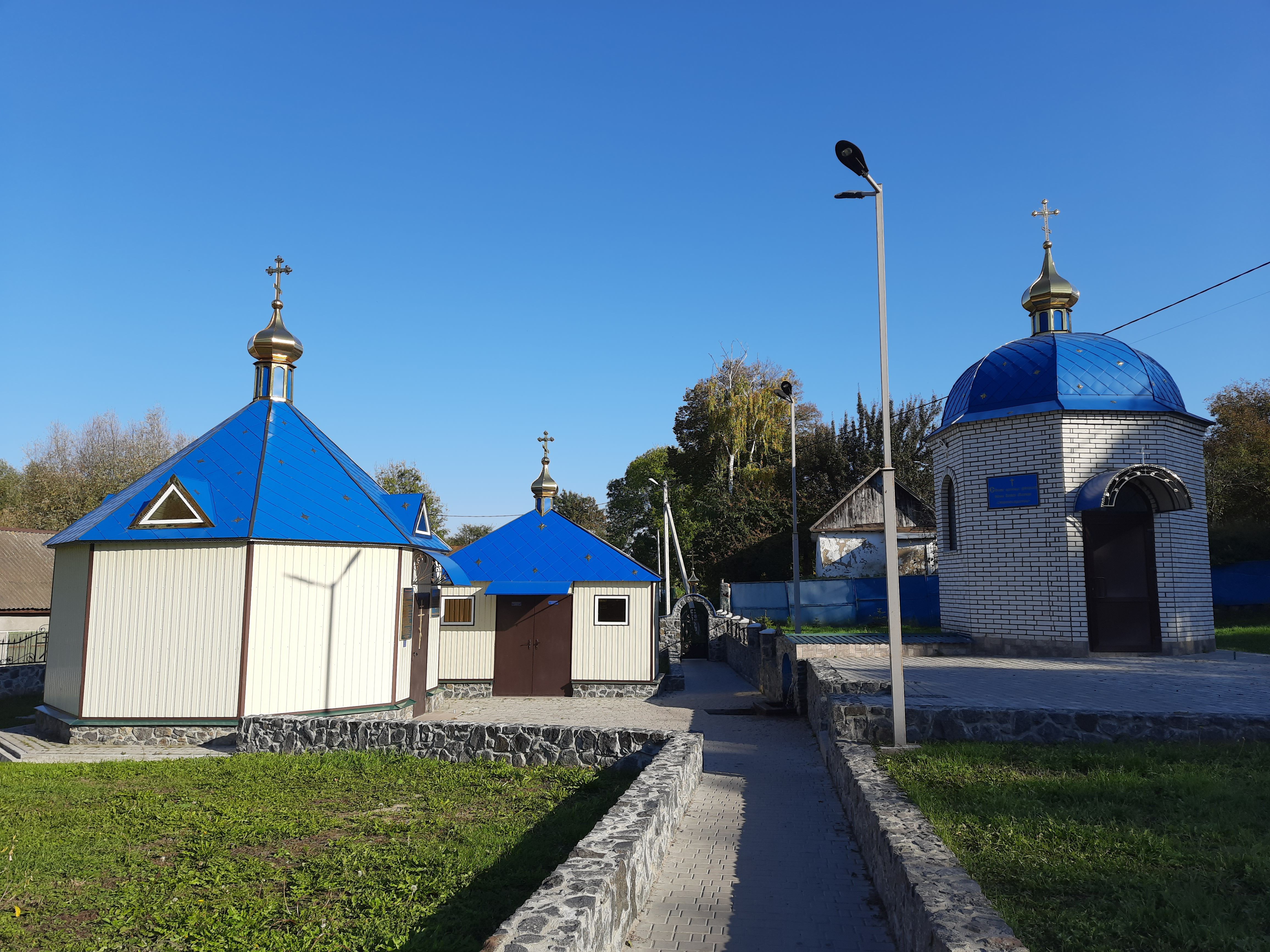
Купальня
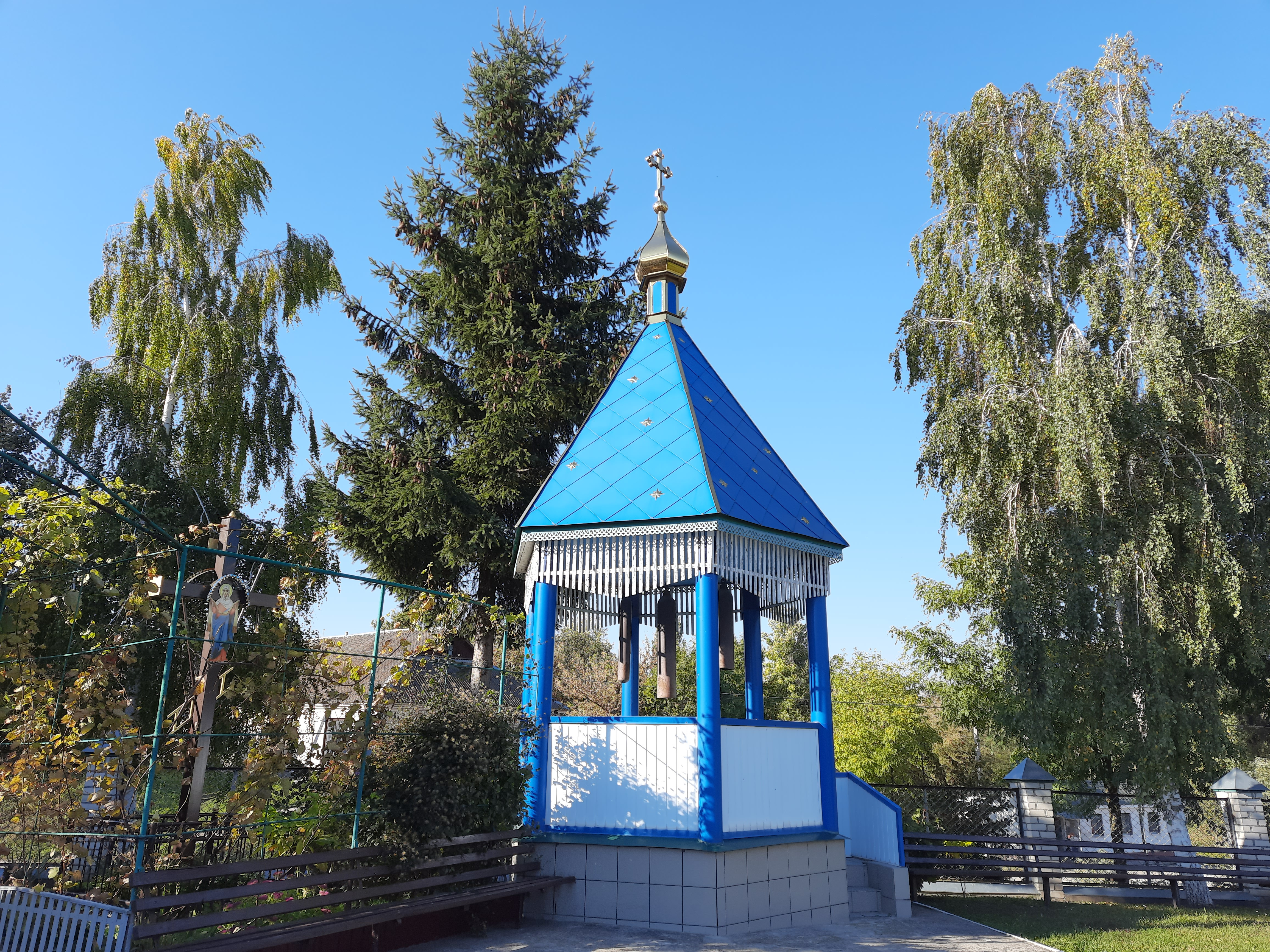
Капличка
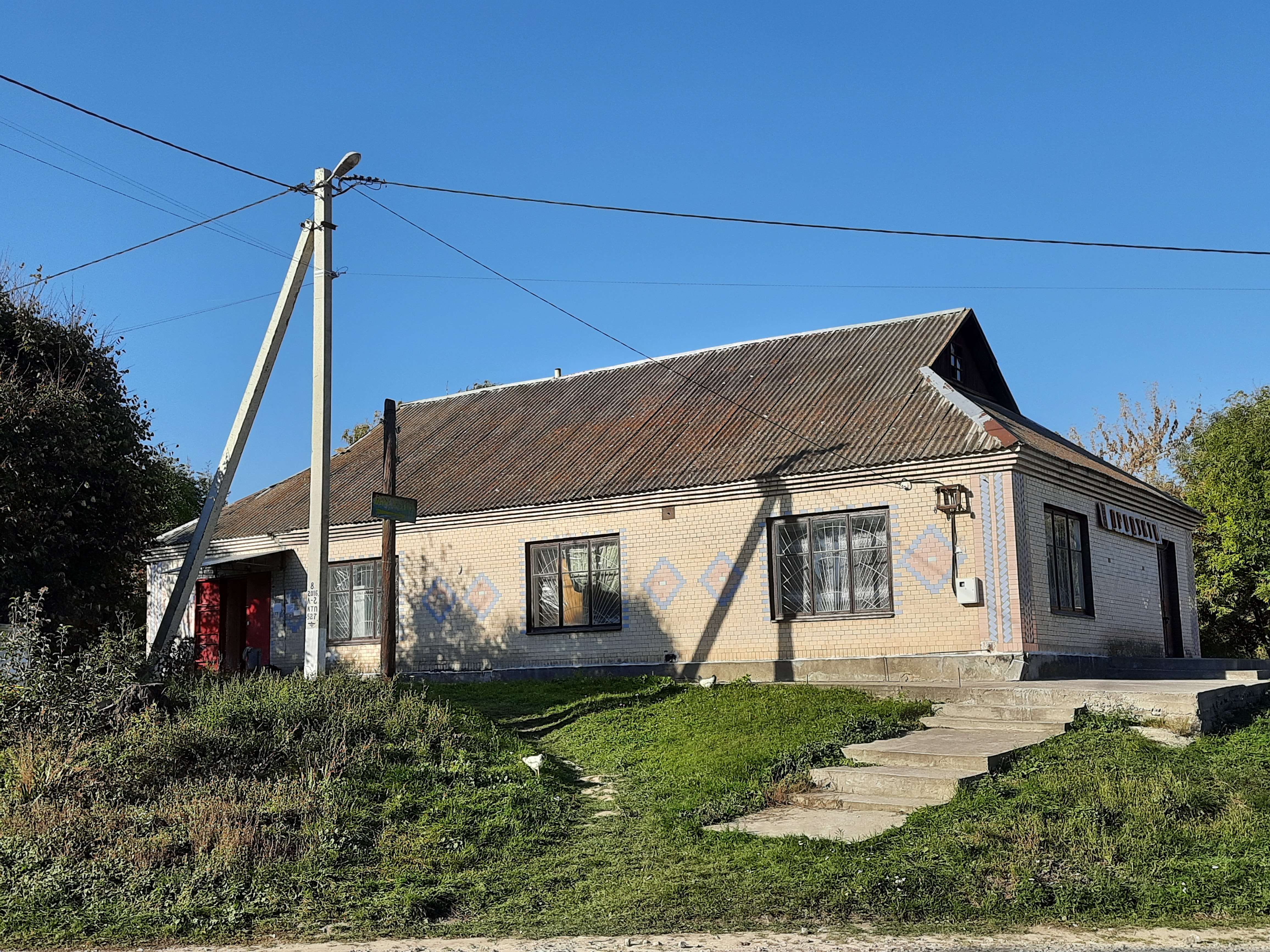
Крамниця
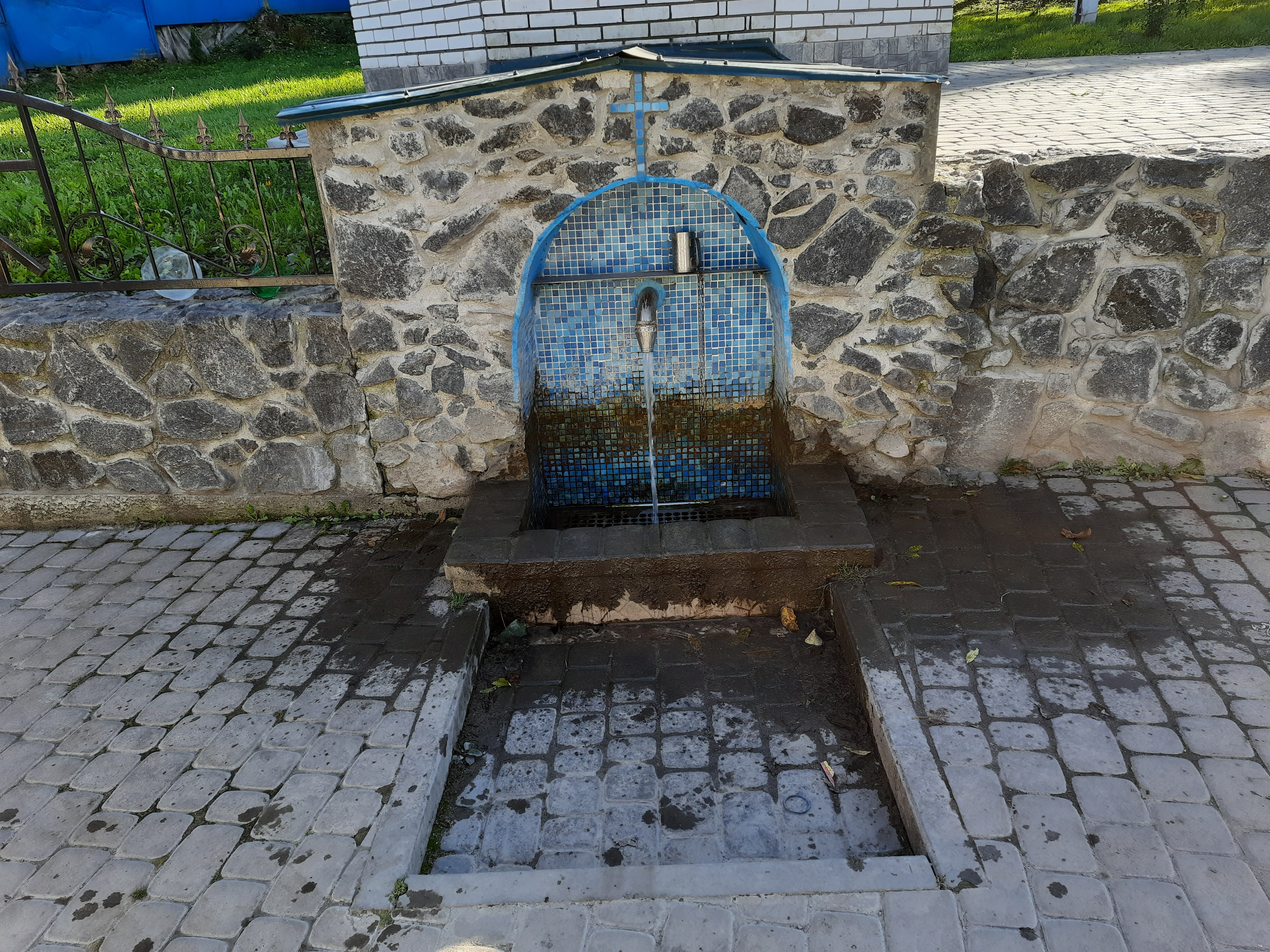
Джерело
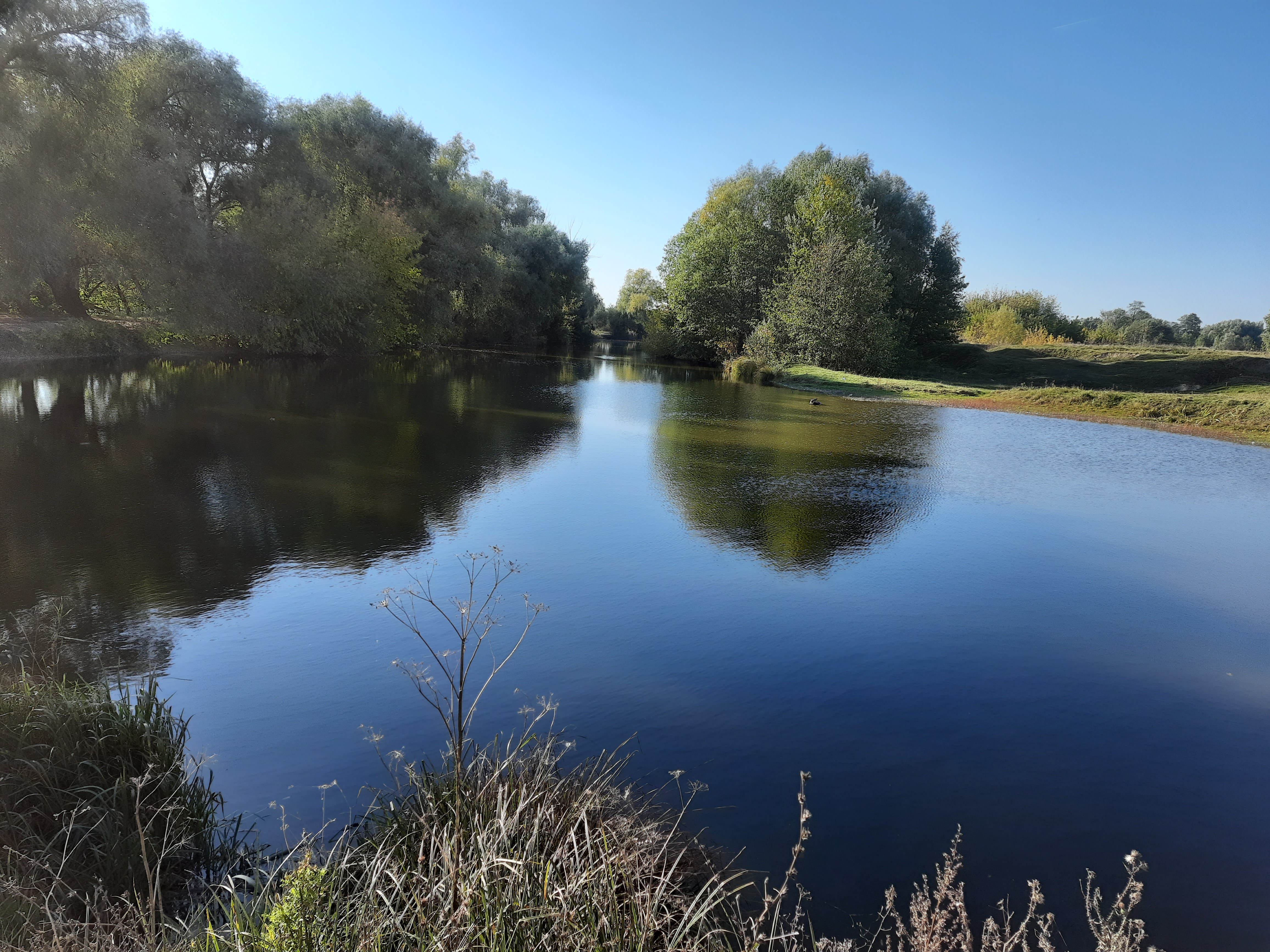
Став біля села